# Kristoff St. John

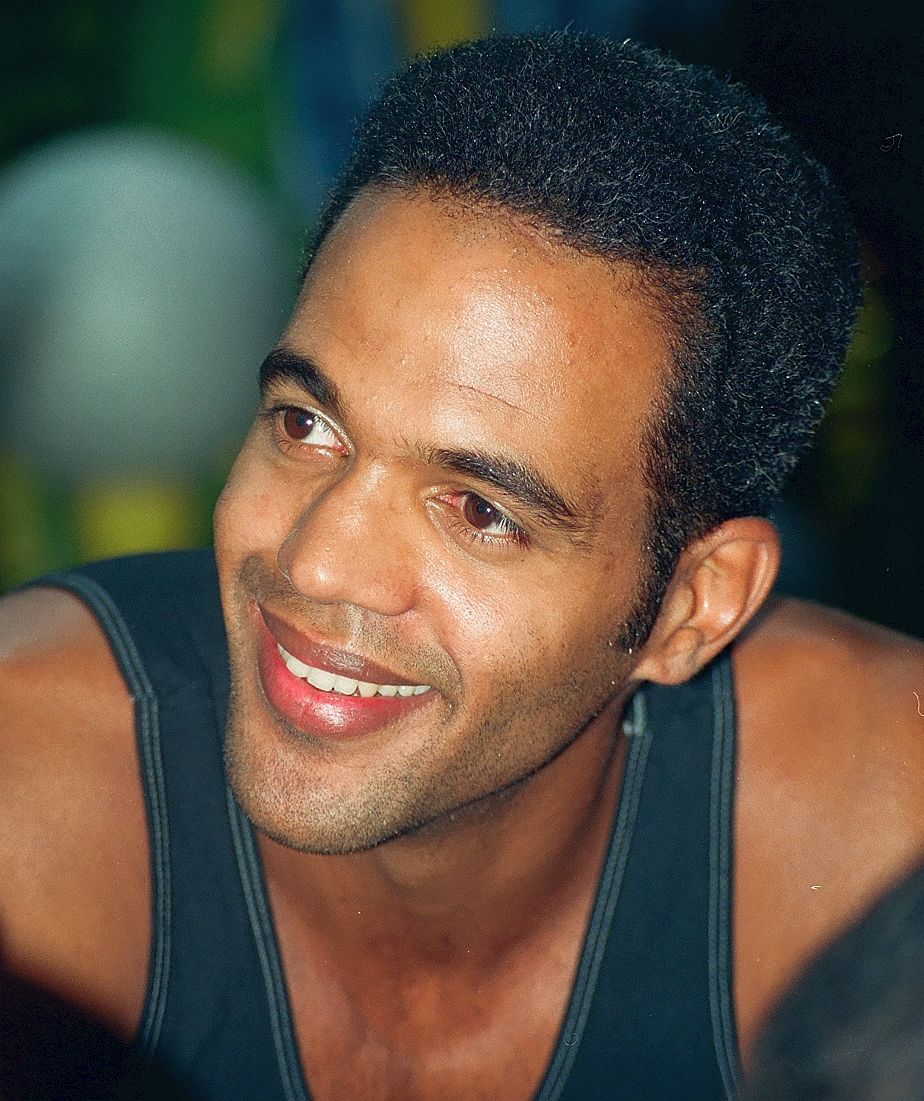
Kristoff St. John in Washington, D.C. (2000)

Kristoff St. John, auch Christoff St. John und Christoph St. John (* 15. Juli 1966 in New York City, New York; † tot aufgefunden am 3. Februar 2019 im San Fernando Valley, Kalifornien) war ein US-amerikanischer Schauspieler.

## Leben
Kristoff St. John wurde im Jahr 1966 als Sohn des Schauspielers und Regisseurs Christopher St. John geboren. Seine Stiefmutter Mary war ebenfalls Schauspielerin, mit abgeschlossener Ausbildung der Royal Academy of Dramatic Art in London.
St. John stand erstmals 1975 in der amerikanischen Serie That’s My Mama vor der Kamera. Seine erste wiederkehrende Rolle war die des Homer in Big John, Little John. 1979 gelang ihm mit Die Bären sind los ein internationaler Erfolg, die Serie war unter anderem in Deutschland sehr populär. Es folgten zahlreiche weitere Auftritte wie in der Bill Cosby Show. Seit 1991 war er bis zu seinem Tod in der Serie Schatten der Leidenschaft zu sehen. Sein Schaffen umfasst mehr als 40 Film- und Fernsehproduktionen.
Von 1991 bis 1995 war er mit der Schauspielerin und Boxerin Mia St. John verheiratet. Die beiden haben zwei gemeinsame Kinder, Julian und Paris St. John. Seine zweite Ehe mit Allana Nadal (24. November 2001 – 2007) brachte eine gemeinsame Tochter namens Lola hervor.
Neben seiner hauptberuflichen Tätigkeit engagierte er sich bei zahlreichen Projekten für wohltätige Zwecke, wie zum Beispiel der Juvenile Diabetes Foundation oder PETA.
Der Schauspieler verstarb im Jahr 2019 unerwartet an Herzversagen, infolge einer hypertrophen Kardiomyopathie.

## Filmografie

### Als Schauspieler

#### Filme
- 1979: Der Champ (The Champ)
- 1982: An Innocent Love (Fernsehfilm)
- 1982: Sister, Sister (Fernsehfilm)
- 1989: Endspurt (Finish Line, Fernsehfilm)
- 2002: Tödliches Trio – Verführung zum Sex (Pandora’s Box)
- 2005: Carpool Guy
- 2007: Spiritual Warriors
- 2014: 20 Feet Below: The Darkness Descending
- 2014: Marry Us for Christmas (Fernsehfilm)
- 2015: A Baby for Christmas (Fernsehfilm)
- 2017: A Christmas Cruise (Fernsehfilm)
- 2019: Home Is Where the Killer Is

#### Serien
- 1975: That’s My Mama (Fernsehserie, Episode 2x07)
- 1976: Happy Days (Fernsehserie, Episode 3x18)
- 1976: Big John, Little John (Fernsehserie, 12 Episoden)
- 1977: Wonder Woman (Fernsehserie, Episode 1x12)
- 1977: California Okay (Fernsehserie, 10 Episoden)
- 1979: Roots – Die nächsten Generationen (Roots: The Next Generations, Miniserie, Episode 1x05)
- 1979–1980: Die Bären sind los (The Bad News Bears, Fernsehserie, 26 Episoden)
- 1980: Geliebtes Land (Beulah Land, Miniserie, Episode 1x01)
- 1981: Foul Play (Fernsehserie, Episode 1x01)
- 1982: CBS Afternoon Playhouse (Fernsehserie, Episode 5x02)
- 1984: Die Bill Cosby Show (The Bill Cosby Show, Fernsehserie, Episode 1x09)
- 1985: The Atlanta Child Murders (Miniserie, 2 Episoden)
- 1985: Junge Schicksale (ABC Afterschool Specials, Fernsehserie, Episode 13x06)
- 1985–1986: Charlie & Co. (Fernsehserie, 18 Episoden)
- 1987: What’s Happening Now! (Fernsehserie, Episode 3x07)
- 1988: College Fieber (A Different World, Fernsehserie, Episode 1x12)
- 1989–1991: Generations (Fernsehserie, 208 Episoden)
- 1991: Jake und McCabe – Durch dick und dünn (Jake and the Fatman, Fernsehserie, Episode 4x18)
- 1991–2019: Schatten der Leidenschaft (The Young and the Restless, Fernsehserie, 1941 Episoden)
- 1994–1995: Diagnose: Mord (Diagnosis Murder, Fernsehserie, 2 Episoden)
- 1994–1995: Echt super, Mr. Cooper (Hangin' with Mr. Cooper, Fernsehserie, 6 Episoden)
- 1996: Martin (Fernsehserie, Episode 4x17)
- 1996: Hallo Cockpit (The Crew, Fernsehserie, 2 Episoden)
- 1997: Der Hotelboy (The Jamie Foxx Show, Fernsehserie, Episode 1x20)
- 1997: Living Single (Fernsehserie, Episode 5x04)
- 1998: Pensacola – Flügel aus Stahl (Pensacola: Wings of Gold, Fernsehserie, Episode 1x13)
- 1998: Alle unter einem Dach (Family Matters, Fernsehserie, Episode 9x18)
- 1998: Susan (Suddenly Susan, Fernsehserie, Episode 3x10)
- 1999: For Your Love (Fernsehserie, Episode 3x03)
- 1999: Sechs unter einem Dach (Get Real, Fernsehserie, Episode 1x06)
- 2002: Arli$$ (Fernsehserie, Episode 7x04)
- 2009: Alle hassen Chris (Everybody Hates Chris, Fernsehserie, Episode 4x17)
- 2012, 2014: Family Time (Fernsehserie, 2 Episoden)
- 2013: The First Family (Fernsehserie, Episode 1x18)
- 2014: Love That Girl! (Fernsehserie, Episode Secret Swingers)

### Als Drehbuchautor
- 2014: A Man Called God

### Als Produzent
- 1995: CBS Soap Break (Fernsehserie, Episoden unbekannt)
- 2017: A Christmas Cruise (Fernsehfilm)

### Als ausführender Produzent
- 2014: A Man Called God
- 2014: Diamond X

### Als Regisseur
- 2014: A Man Called God

## Auszeichnungen
Daytime Emmy Award
Auszeichnungen
- 1992: Outstanding Younger Actor in a Drama Series für seine Rolle in Schatten der Leidenschaft
- 2008: Outstanding Supporting Actor in a Drama Series für seine Rolle in Schatten der Leidenschaft

Nominierungen
- 1990: Outstanding Supporting Actor in a Drama Series für seine Rolle in Generations
- 1991: Outstanding Younger Actor in a Drama Series für seine Rolle in Generations
- 1993: Outstanding Younger Actor in a Drama Series für seine Rolle in Schatten der Leidenschaft
- 1999: Outstanding Supporting Actor in a Drama Series für seine Rolle in Schatten der Leidenschaft
- 2000: Outstanding Supporting Actor in a Drama Series für seine Rolle in Schatten der Leidenschaft
- 2007: Outstanding Supporting Actor in a Drama Series für seine Rolle in Schatten der Leidenschaft
- 2015: Outstanding Supporting Actor in a Drama Series für seine Rolle in Schatten der Leidenschaft
- 2016: Outstanding Lead Actor in a Drama Series für seine Rolle in Schatten der Leidenschaft
- 2017: Outstanding Lead Actor in a Drama Series für seine Rolle in Schatten der Leidenschaft

NAACP Image Award
Auszeichnungen
- 1994: Outstanding Actor in a Daytime Drama Series für seine Rolle in Schatten der Leidenschaft
- 1995: Outstanding Actor in a Daytime Drama Series für seine Rolle in Schatten der Leidenschaft
- 1996: Outstanding Actor in a Daytime Drama Series für seine Rolle in Schatten der Leidenschaft
- 1997: Outstanding Actor in a Daytime Drama Series für seine Rolle in Schatten der Leidenschaft
- 2003: Outstanding Actor in a Daytime Drama Series für seine Rolle in Schatten der Leidenschaft
- 2004: Outstanding Actor in a Daytime Drama Series für seine Rolle in Schatten der Leidenschaft
- 2007: Outstanding Actor in a Daytime Drama Series für seine Rolle in Schatten der Leidenschaft
- 2008: Outstanding Actor in a Daytime Drama Series für seine Rolle in Schatten der Leidenschaft
- 2013: Outstanding Actor in a Daytime Drama Series für seine Rolle in Schatten der Leidenschaft
- 2014: Outstanding Actor in a Daytime Drama Series für seine Rolle in Schatten der Leidenschaft

Nominierungen
- 1998: Outstanding Actor in a Daytime Drama Series für seine Rolle in Schatten der Leidenschaft
- 1999: Outstanding Actor in a Daytime Drama Series für seine Rolle in Schatten der Leidenschaft
- 2000: Outstanding Actor in a Daytime Drama Series für seine Rolle in Schatten der Leidenschaft
- 2001: Outstanding Actor in a Daytime Drama Series für seine Rolle in Schatten der Leidenschaft
- 2002: Outstanding Actor in a Daytime Drama Series für seine Rolle in Schatten der Leidenschaft
- 2005: Outstanding Actor in a Daytime Drama Series für seine Rolle in Schatten der Leidenschaft
- 2006: Outstanding Actor in a Daytime Drama Series für seine Rolle in Schatten der Leidenschaft

Weitere Auszeichnungen
- 2014: Golden Palm Award des Beverly Hills Film Festivals in der Kategorie Best Picture für A Man Called God
- 2014: Golden Palm Award des Beverly Hills Film Festivals in der Kategorie Best Picture für A Man Called God

Weitere Nominierungen
- 1986: Young Artist Award in der Kategorie Best Young Actor Starring in a New Television Series für seine Rolle in Charlie & Co.
- 1993: Soap Opera Digest Award in der Kategorie Outstanding Younger Leading Actor für seine Rolle in Schatten der Leidenschaft
- 2003: Soap Opera Digest Award in der Kategorie Outstanding Supporting Actor für seine Rolle in Schatten der Leidenschaft
- 2013: Action on Film Award in der Kategorie Best Supporting Actor – Feature für seine Rolle in 20 Feet Below: The Darkness Descending